# Johnny Öst
Johnny Öst, folkbokförd Kjell Johny Folke Öst, ursprungligen Järnberg, född 26 december 1933 i Forsa församling i Gävleborgs län, död 27 september 2008 i Bollnäs, Arbrå-Undersviks församling i Gävleborgs län, var en svensk sångare och gitarrist. Han var son till musikern Viktor Järnberg och sångerskan Anna Öst samt dotterson till Jon-Erik Öst.
Sedan Öst kom i kontakt med countrymusiken när han som fjortonåring gick till sjöss och kom till USA har detta varit hans musikaliska inriktning. Han turnerade en stor del av sitt liv tillsammans med olika musiker och hade flera egna grupper. Huvudinstrumentet var gitarr, men han spelade också jazz på basfiol. Öst spelade rock, gammeldans och dansbandsmusik.
Han var under flera decennier ledare för Johnny Öst-gruppen som hade stora framgångar i Norge.
Johnny Öst var gift första gången 1955–1960 med Ann-Mari Järnberg, ogift Lundh (född 1934), andra gången 1961–1969 med Irene Järnberg, ogift Lundell (född 1938) och tredje gången 1973–2000 med Ann-Kristin Öst, ogift Kapstad (född 1955).

## Diskografi i urval

### Skivor med okänt utgivningsår
- Gottfrid Olssons Per (Triol), Johnny Öst (singel)
- En speleman (Sonora), Anna, Siv, Rolf & Johnny Öst (singel)
- Denna vår den e' vår (Sonora), Johnny Öst (singel)
- Visa om Ingalill (RCA Victor), Johnny Öst, Mats Olssons orkester (singel)

### Skivor med känt utgivningsår
1961     Hemma hos oss/Succu succu (BFB)  Siw och Johnny Öst (singel)
- 1966 – Fyra kronor och femtio öre (RCA Victor), Johnny Öst (LP)
- 1968 – Det stämmer så bra (RCA Victor), Family Four (singel)
- 1971 – Äntligen förstår jag (Spark), Johnny Öst (singel)
- 1973 – Röda sandens dal (Rondo), Johnny Öst-gruppen (singel)
- 1974 – Röda sandens dal (Rondo), Johnny Öst (LP)
- 1975 – Mor och son (Rondo), Anna och Johnny Öst (LP)
- 1975 – Hemma från landet i väster (Rondo), Johnny Öst (LP)
- 1976 – Johnny Öst sjunger Jim Reeves (EMI), Johnny Öst (LP)
- 1977 – En sjömansvisa (Columbia), Johnny Öst (singel)
- 1977 – Skänk en slant till en gammal speleman (Columbia), Johnny Öst (singel)
- 1977 – När lörda'n kommer (Columbia), Johnny Öst (singel)
- 1978 – Ta en ton (Coluimbia), Johnny Öst (LP)
- 1978 – De 20 mest önskade med Johnny Öst (EMI), Johnny Öst (LP)
- 1979 – Jag sjunger mina sånger (Stenbackagårdens stiftelse), Anna Öst (LP)
- 1983 – Öst fyra generationer (Global sound) (LP)
- 1983 – Sången till mor (Cymbal) (kassett)
- 1985 – Cowboy Kenny (PHM-Records), Johnny Öst & Countrymen (kassett)

## Filmografi, roller
- 1967 – Åsa-Nisse i agentform